# Wereldkampioenschappen wielrennen 2014 - Individuele tijdrit mannen beloften
De 19e editie van de individuele tijdrit voor mannen beloften op de wereldkampioenschappen wielrennen werd gehouden op 22 september 2014. In 2013 won de Australiër Damien Howson. Deze editie werd gewonnen door zijn landgenoot Campbell Flakemore, die de Ier Ryan Mullen met 48 honderdsten versloeg.

## Belgen en Nederlanders
Namens België namen twee renners deel aan de tijdrit; Frederik Frison werd negende, Ruben Pols 31e. De enige Nederlander die aan de start stond was Steven Lammertink. Hij eindigde met de veertiende tijd.

## Verslag
De eerste serieuze streeftijd werd in het kletsnatte Ponferrada gevestigd door Louis Meintjes. De 22-jarige Zuid-Afrikaan van MTN-Qhubeka zette een tijd neer van: 44'38"30. De stortregen op het technische parcours in Spanje leidde ook tot ongelukken. Onder andere Miguel Ángel López raakte ongelukkig ten val. De Colombiaanse winnaar van de Ronde van de Toekomst was daardoor kansloos voor een topnotering.
Stefan Küng wist de hoge verwachtingen niet in te lossen. De Zwitserse topfavoriet, die als laatste het startpodium verliet, moest bij de tussenpunten een twintigtal seconden toeleggen op tijd van de op dat moment snelste renner, de Ier Ryan Mullen. De pas 20-jarige renner van An Post-Chainreaction leek over de beste papieren te beschikken voor de regenboogtrui. Zijn concurrenten kwamen bij beide tussentijdse metingen niet in de buurt van zijn tijd.
Dat doseren de sleutel tot succes kan zijn bewees Campbell Flakemore. De Australiër gaf bij de tussenpunten twintig seconden toe op Mullen. Maar op de klim, in de tweede helft van het parcours, wist de 22-jarige renner zijn achterstand nagenoeg in te lopen. Met nog een kleine achterstand draaide hij de finishlaan in. Zijn ultieme jump op de finishlijn zorgde ervoor dat hij een jaar lang met de regenboogtrui mag fietsen.

## Uitslag
| Individuele tijdrit mannen beloften |                       |        |
| Plaats                              | Naam                  | Tijd   |
| Goud                                | Campbell Flakemore    | 43'49" |
| Zilver                              | Ryan Mullen           | z.t.   |
| Brons                               | Stefan Küng           | +9"    |
| 4                                   | Rafael Reis           | +19"   |
| 5                                   | Maximilian Schachmann | +37"   |
| 6                                   | Jonathan Dibben       | +38"   |
| 7                                   | Andreas Vangstad      | +44"   |
| 8                                   | Louis Meintjes        | +48"   |
| 9                                   | Frederik Frison       | +1'07" |
| 10                                  | James Oram            | +1'09" |
| 11                                  | Lukas Pöstlberger     | +1'25" |
| 12                                  | Nils Politt           | +1'27" |
| 13                                  | Viktor Manakov        | +1'28" |
| 14                                  | Steven Lammertink     | +1'38" |
| 15                                  | Théry Schir           | +1'44" |
| 16                                  | Søren Kragh Andersen  | z.t.   |
| 17                                  | Alex Kirsch           | +1'45" |
| 18                                  | Juan Camacho          | +1'46" |
| 19                                  | Davide Martinelli     | +1'55" |
| 20                                  | Aleksandr Evtoesjenko | z.t.   |

## Prijzengeld
De UCI keerde prijzengeld uit aan de top-3. Het te verdelen prijzengeld bedroeg €5.367,-.
| Positie | 1e       | 2e       | 3e     | Totaal   |
| Bedrag  | €3.067,- | €1.533,- | €767,- | €5.367,- |